# Garevina
Garevina (izvirno srbsko Гаревина) je naselje v Srbiji, ki upravno spada pod Občino Aleksandrovac; slednja pa je del Rasinskega upravnega okraja.

## Demografija
V naselju živi 348 polnoletnih prebivalcev, pri čemer je njihova povprečna starost 44,7 let (43,7 pri moških in 45,6 pri ženskah). Naselje ima 122 gospodinjstev, pri čemer je povprečno število članov na gospodinjstvo 3,45.
|  |

| Demografija | Demografija     | Demografija     |
| Leto        | Št. prebivalcev | Št. prebivalcev |
| ----------- | --------------- | --------------- |
|             |                 |                 |
|             |                 |                 |
|             |                 |                 |
|             |                 |                 |
| 1948        | 291             |                 |
| 1953        | 315             |                 |
| 1961        | 304             |                 |
| 1971        | 513             |                 |
| 1981        | 503             |                 |
| 1991        | 451             | 446             |
| 2002        | 431             | 421             |
|             |                 |                 |

| Etnična sestava po popisu iz leta 2002 | Etnična sestava po popisu iz leta 2002 | Etnična sestava po popisu iz leta 2002 | Etnična sestava po popisu iz leta 2002 | Etnična sestava po popisu iz leta 2002 |
| -------------------------------------- | -------------------------------------- | -------------------------------------- | -------------------------------------- | -------------------------------------- |
| Srbi                                   | Srbi                                   |                                        | 418                                    | 99,28%                                 |
| Jugoslovani                            | Jugoslovani                            |                                        | 2                                      | 0,47%                                  |
| Bolgari                                | Bolgari                                |                                        | 1                                      | 0,23%                                  |
| Neznano                                | Neznano                                |                                        | 0                                      | 0,0%                                   |